# 納布河
49°1′0″N 12°1′53″E / 49.01667°N 12.03139°E

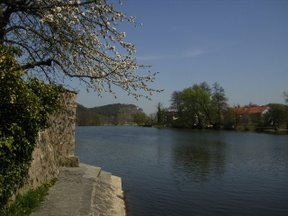

納布河是德國的河流，位於巴伐利亞，屬於多瑙河的左支流，河道全長約165公里，流域面積5,225平方公里，發源自菲希特爾山脈，河口處在雷根斯堡附近。

## 外部連結
- Jura aktiv  Labertal und Naabtal erleben